# Heinrich Albert (Maler)
Heinrich Albert (* 1766 in Dresden; † 1820) war ein deutscher Porträt- und Miniaturmaler.

## Leben und Wirken
Nach der Schule studierte er bei J. E. Schenau und im Anschluss bei Casanova. Er spezialisierte sich auf die Miniaturmalerei von Porträts, daneben malte er auch historische Ansichten, zum Beispiel Saturn, wie er dem Amor die Flügel beschneidet. Eine ganze Reihe seiner Werke wurde auf der Dresdner Ausstellung 1806 der Öffentlichkeit präsentiert.